# Józef (Siemaszko)
Józef, imię świeckie Józef Siemaszko, ros. Iosif Iosifowicz Siemaszko (ur. 14 grudnia?/25 grudnia 1798 w Pawłówce w powiecie lipowieckim, zm. 23 listopada 1868 w Wilnie) – biskup Kościoła greckokatolickiego, następnie prawosławny biskup wileński i litewski. Doktor teologii, rusofil, główny twórca i realizator kasaty Cerkwi unickiej w Cesarstwie Rosyjskim w 1839 r..

## Życiorys
Pochodził z Ukrainy Prawobrzeżnej. Urodził się w rodzinie szlacheckiej herbu Syrokomla . Był synem Józefa Siemaszki i jego żony Tekli zd. Iwanowskiej. Jego ojciec początkowo zajmował się uprawą roli i handlem, następnie został w 1811 r. duchownym unickim  i wreszcie stracił parafię, gdy odmówił przystąpienia do Rosyjskiego Kościoła Prawosławnego. Jako że w regionie, z którego pochodził, niemal nie było świątyń katolickich, w dzieciństwie częściej uczęszczał na nabożeństwa prawosławne niż katolickie. Jego językiem ojczystym był ukraiński , języka polskiego nauczył się w szkole. Ukończył szkołę w Niemirowie, a następnie Główne Seminarium w Wilnie, w wieku 21 lat został wyświęcony na kapłana unickiego. Jak sam wspominał, uważał się w tym czasie za polskiego patriotę i czuł przywiązanie do obrządku rzymskokatolickiego . W 1822 został asesorem Kolegium Duchownego w Petersburgu. Dzięki swojej pracowitości i ambicji w 1825 uzyskał urząd prałata scholastyka unickiej diecezji łuckiej. W czasie pobytu w Petersburgu nawiązał szerokie kontakty, w tym z kierującym departamentem wyznań obcych w Ministerstwie Oświecenia Publicznego G. Kartaszewskim oraz z samym ministrem oświecenia Aleksandrem Szyszkowem. Zachwycony przepychem prawosławnych świątyń rosyjskiej stolicy, a zarazem zniechęcony do duchowieństwa rzymskokatolickiego, które traktowało unitów w sposób protekcjonalny, przyjął jako swoją tożsamość rosyjską.

### Memoriał w sprawie Kościoła unickiego
Orientując się w polityce carskiej cara Mikołaja I wobec Kościoła unickiego, w 1827 przedstawił projekt likwidacji unii brzeskiej z 1596 roku pod postacią memoriału skierowanego do cara Mikołaja I  i zatytułowanego: "O przeprowadzeniu reformy w Cerkwi unickiej dla połączenia jej z Cerkwią prawosławną"opisującego  bieżącą strukturę Kościoła unickiego w Imperium Rosyjskim. Zaproponowane w memoriale zmiany prowadziły de facto do likwidacji obrządku unickiego i doprowadzenie do konwersji jego wyznawców na prawosławie. Memoriał Siemaszki zakładał wprowadzenie następujących rozwiązań:
- likwidację dwóch z istniejących czterech diecezji unickich, rozmieszczenie stolic biskupich w miastach, gdzie nie istniały diecezje łacińskie,
- podporządkowanie spraw Kościoła unickiego Świątobliwemu Synodowi Rządzącemu,
- reorganizacja zakonu bazylianów na wzór prawosławny: podporządkowanie klasztorów biskupom diecezji, na terenie których się znajdowały,
- utworzenie szkół dla dzieci duchownych unickich nieprowadzonych przez bazylianów,
- nadanie władzom świeckim uprawnień do nagradzania duchownych unickich[7].

Opisywane zmiany maksymalnie upodobniłyby Kościół unicki w Imperium Rosyjskim do Rosyjskiego Kościoła Prawosławnego, tym samym przygotowując grunt pod likwidację unii. Oprócz memoriału zawierającego najbardziej ogólne sugestie dalszego postępowania w kwestii Kościoła unickiego Siemaszko opracowywał także sugestie szczegółowe – plany kasat klasztorów katolickich (unickich i łacińskich); w roku 1827 zakon bazylianów utracił pięćdziesiąt siedem spośród osiemdziesięciu siedmiu klasztorów, i przejmowania ich majątków, statut Wileńskiej Akademii Duchownej – unickiej uczelni teologicznej działającej niezależnie od biskupa diecezjalnego. Redagował także odpowiedzi władz rosyjskich na listy papieża w sprawie unitów. W latach 1827–1839 Józef Siemaszko faktycznie jednoosobowo kreował politykę Ministerstwa Oświecenia Publicznego wobec unitów. W 1832 r. car Mikołaj I zgodnie z jego sugestią podporządkował Kolegium Duchowne, nadzorujące Kościół unicki w Rosji, Świątobliwemu Synodowi Rządzącemu, a więc najwyższemu kolegialnemu organowi Rosyjskiej Cerkwi Prawosławnej. Hierarchowie prawosławni nie byli jednak zadowoleni z takiego rozwiązania, wychodząc z założenia, że bardziej skuteczne będzie doprowadzanie do konwersji poszczególnych unickich parafii na prawosławie niż odgórne wcielenie całej struktury kościelnej.
W 1829 r. został konsekrowany na biskupa pomocniczego unickiej diecezji litewskiej, w 1833 r. został jej ordynariuszem. Jeszcze w tym samym roku – 12 maja 1833 – złożył prośbę o przyjęcie unitów do Cerkwi prawosławnej. Ponownie jednak jego natychmiastowej konwersji sprzeciwili się hierarchowie prawosławni.
Przeprowadził istotne reformy w Kościele greckokatolickim, które docelowo miały doprowadzić do jego przyłączenia do Cerkwi prawosławnej. Zlikwidował prawo patronatu, wprowadził do Kościoła unickiego prawosławne księgi liturgiczne. W cerkwiach unickich, których wygląd i wyposażenie uległ w poprzednich dziesięcioleciach latynizacji, przywrócono ikonostasy, prawosławne utensylia i szaty liturgiczne. Przekonywał duchownych unickich, którzy znacznie lepiej posługiwali się językiem polskim niż rosyjskim, do porzucenia tożsamości ruskiej (ukraińskiej lub białoruskiej) i przyjęcia rosyjskiej, kultywowania pamięci o dawnej polskiej polityce wspierającej Kościół rzymskokatolicki kosztem innych wyznań, a w konsekwencji - do popierania władzy carskiej.
3 marca 1838 Józef Siemaszko stanął na czele Kolegium Greckokatolickiego. W 1839 na synodzie w Połocku opowiedział się za przyłączeniem całego Kościoła greckokatolickiego do Cerkwi prawosławnej; został biskupem prawosławnym.

## Odznaczenia
- Order Świętej Anny I klasy (1833, Rosja)[13]